# Chesapeake Energy
Chesapeake Energy è un'azienda statunitense attiva nell'estrazione del petrolio tramite fratturazione.

## Storia
Fondata nel 1989, ha sede ad Oklahoma City, Oklahoma.
Il 2 marzo 2016 il fondatore, Aubrey McClendon, è deceduto in un incidente stradale.